# Diocesi di Katsina
La diocesi di Katsina (in latino Dioecesis Katsinensis) è una sede della Chiesa cattolica in Nigeria suffraganea dell'arcidiocesi di Kaduna. Nel 2023 contava 19.000 battezzati su 9.669.439 abitanti. È retta dal vescovo Gerald Mamman Musa.

## Territorio
La diocesi comprende lo stato nigeriano di Katsina e la local government area di Kaura-Namoda, nello stato di Zamfara.
Sede vescovile è la città di Katsina, dove si trova la cattedrale di San Martino de Porres.
Il territorio si estende su una superficie di 25.060 km² è suddiviso in 10 parrocchie.

## Storia
La diocesi è stata eretta il 16 ottobre 2023 con la bolla Ut salutaria di papa Francesco, ricavandone il territorio dalla diocesi di Sokoto.

## Cronotassi dei vescovi
Si omettono i periodi di sede vacante non superiori ai 2 anni o non storicamente accertati.
- Gerald Mamman Musa, dal 16 ottobre 2023

## Statistiche
La diocesi nel 2023 su una popolazione di 9.669.439 persone contava 19.000 battezzati, corrispondenti allo 0,2% del totale.
| anno | popolazione | popolazione | popolazione | presbiteri | presbiteri | presbiteri | presbiteri                | diaconi | religiosi | religiosi | parrocchie |
| anno | battezzati  | totale      | %           | numero     | secolari   | regolari   | battezzati per presbitero | diaconi | uomini    | donne     | parrocchie |
| ---- | ----------- | ----------- | ----------- | ---------- | ---------- | ---------- | ------------------------- | ------- | --------- | --------- | ---------- |
| 2023 | 19.000      | 9.669.439   | 0,2         | 12         | 11         | 1          | 1.583                     |         | 1         | 5         | 10         |
| 2023 | 19.000      | 9.669.439   | 0,2         | 15         | 14         | 1          | 1.266                     |         | 1         | 5         | 10         |